# ريتشارد سميث (لاعب كريكت بريطاني)
ريتشارد سميث (19 نوفمبر 1951 في المملكة المتحدة - ) (بالإنجليزية: Richard Smyth)‏ هو لاعب كريكت بريطاني. لعب مع نادي مقاطعة دورهام للكريكت ‏ ونادي جامعة كامبريدج للكريكيت ‏.

## وصلات خارجية
- ريتشارد سميث (لاعب كريكت بريطاني) على موقع إي آس بي آن كريك إنفو (الإنجليزية)